# Alfred Drake
Pour les articles homonymes, voir Drake.
Alfred Drake est un acteur, chanteur, metteur en scène et dramaturge américain, né Alfred Capurro à New York le 7 octobre 1914, décédé à New York le 25 juillet 1992 .

## Biographie
Il débute en 1935 au théâtre, à Broadway, où il sera très actif jusqu'en 1975, jouant surtout dans des comédies musicales (dont Oklahoma !, Kiss Me, Kate et Le Roi et moi qui seront de gros succès), revues et opérettes, mais aussi dans des pièces (dont le répertoire de William Shakespeare, à Broadway et ailleurs). Il est également metteur en scène et contribue à l'écriture de quelques productions, toujours à Broadway. Il gagne un Tony Award en 1954 pour sa performance dans Kismet (comédie musicale) (en).
Au cinéma, il apparaît seulement dans un film musical en 1946, une pièce filmée en 1964 lors des représentations à Broadway (Hamlet de Shakespeare, aux côtés de Richard Burton), et enfin une comédie en 1983 (Un fauteuil pour deux, avec Dan Aykroyd et Eddie Murphy). À la télévision, il participe à quelques séries et téléfilms (souvent, des adaptations issues du théâtre), entre 1949 et 1985.

## Théâtre
à Broadway, comme acteur, sauf mention contraire
- 1935 : The Mikado, The Pirates of Penzance, The Yeomen of the Guard, The Gondoliers, Trial by Jury et H.M.S. Pinafore, opérettes, musique d'Arthur Sullivan, livrets de William S. Gilbert
- 1936-1937 : L'Auberge du Cheval-Blanc (White Horse Inn), opérette, musique de Ralph Benatzky, lyrics d'Irving Caesar, livret de Hans Mueller, adapté par David Freedman (en), avec Kitty Carlisle
- 1937 : Place au rythme (Babes in Arms), comédie musicale, musique de Richard Rodgers, lyrics de Lorenz Hart, livret de Rodgers & Hart, chorégraphie de George Balanchine, avec Mitzi Green
- 1938 : The Two Bouquets, opérette, musique de divers (non crédités), lyrics et livret d'Herbert et Eleanor Farjeon, mise en scène et production de Marc Connelly, avec Leo G. Carroll, Enid Markey, Patricia Morison
- 1939 : One for the Money, revue, musique de Morgan Lewis, sketches et lyrics de Nancy Hamilton, avec Keenan Wynn
- 1939 : The Straw Hat Revue, revue, musique et lyrics de James Shelton et Sylvia Fine, livret de Max Liebman et Sam Locke, avec Jerome Robbins
- 1940 : Two for the Show, revue, musique de Morgan Lewis, lyrics et sketches de Nancy Hamilton, mise en scène des sketches de Joshua Logan, avec Eve Arden, Betty Hutton, Keenan Wynn
- 1941 : Out of the Frying Pan, pièce de Francis Swann, avec Barbara Bel Geddes
- 1941 : Comme il vous plaira (As you Like it), pièce de William Shakespeare
- 1942 : Yesterday's Magic, pièce d'Emlyn Williams, avec Paul Muni, Jessica Tandy
- 1943-1948 : Oklahoma !, comédie musicale, musique de Richard Rodgers, lyrics et livret d'Oscar Hammerstein II, orchestrations de Robert Russell Bennett, mise en scène de Rouben Mamoulian, avec Howard Da Silva (Richard Rober en remplacement), Celeste Holm (Shelley Winters en remplacement), Howard Keel (en remplacement d'Alfred Drake)
- 1944-1945 : Sing Out, Sweet Land, revue, musique populaire américaine, arrangements et musique additionnelle d'Elie Siegmaster, livret de Walter Kerr, avec Burl Ives
- 1946-1947 : Beggar's Holiday, comédie musicale, musique de Duke Ellington, lyrics et livret de John La Touche, mise en scène de Nicholas Ray, avec Zero Mostel, Herbert Ross
- 1947-1948 : The Craddle Will Rock, comédie musicale, musique, lyrics et livret de Marc Blitzstein, mise en scène de Howard Da Silva, avec Jesse White
- 1948 : Joy to the World, pièce d'Allan Scott, mise en scène de Jules Dassin, avec Marsha Hunt, Kurt Kasznar
- 1948-1951 : Kiss Me, Kate, comédie musicale, musique et lyrics de Cole Porter, livret de Samuel et Bella Spewack, d'après La Mégère apprivoisée (The Taming of the Shrew) de William Shakespeare, orchestrations de Robert Russell Bennett, avec Patricia Morison
- 1950 : The Liar, comédie musicale, musique de John Mundy, lyrics d'Edward Eager, avec Martin Balsam, Leonardo Cimino, Russell Collins, Melville Cooper, Walter Matthau (comme coauteur du livret — conjointement avec Edward Eager — d'après la pièce homonyme — titre original : Il bugiardo — de Carlo Goldoni, et metteur en scène)
- 1951 : Courtin' Time, comédie musicale, musique et lyrics de Don Walker et Jack Lawrence, livret de William Roos, chorégraphie de George Balanchine (comme metteur en scène)
- 1951-1954 : Le Roi et moi (The King and I), comédie musicale, musique de Richard Rodgers, lyrics et livret d'Oscar Hammerstein II, orchestrations de Robert Russell Bennett, chorégraphie de Jerome Robbins, mise en scène de John Van Druten, costumes d'Irene Sharaff, avec Yul Brynner (Alfred Drake en remplacement), Gertrude Lawrence (Celeste Holm ou Patricia Morison en remplacement), Sal Mineo (en remplacement)

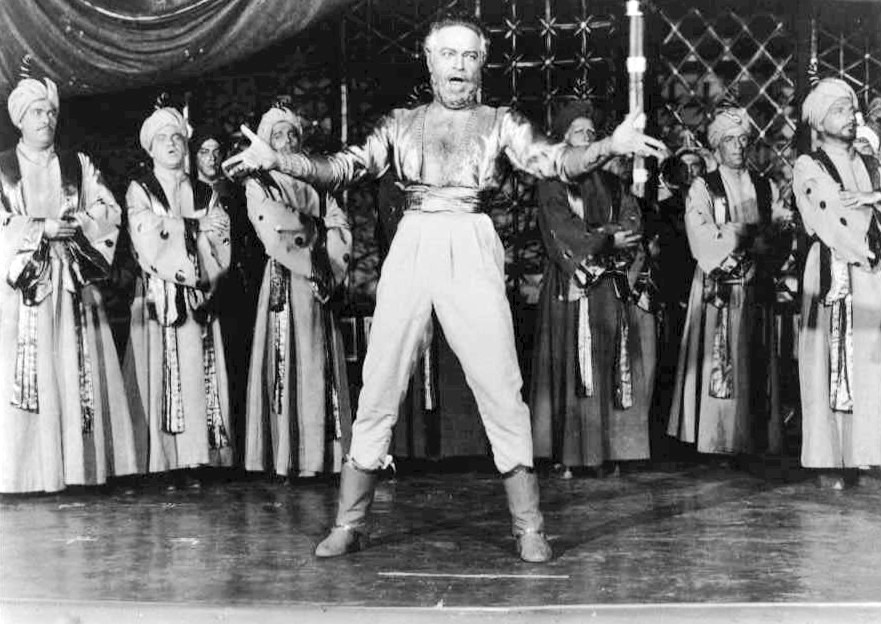
Dans Kismet (1954)

- 1952 : The Gambler, pièce d'Ugo Betti, avec E. G. Marshall (+ coadaptateur — conjointement avec Edward Eager —)
- 1953-1955 : Kismet, comédie musicale, musique d'Alexandre Borodine, adaptation musicale et lyrics de Robert Wright et George Forrest, livret de Charles Lederer et Luther Davis, d'après une pièce d'Edward Knoblock, avec Richard Kiley
- 1957 : Beaucoup de bruit pour rien (Much ado about Nothing), pièce de William Shakespeare, avec Katharine Hepburn (à Stratford, Connecticut)
- 1958 : Love Me Little, pièce de John G. Fuller, avec Joan Bennett (comme metteur en scène)
- 1961-1962 : Kean, comédie musicale, musique et lyrics de Robert Wright et George Forrest, livret de Peter Stone, d'après Jean-Paul Sartre et Alexandre Dumas
- 1963 : Lorenzo, pièce de Jack Richardson, mise en scène d'Arthur Penn
- 1964 : Rugantino, comédie musicale, musique d'Armando Trovaioli, lyrics et livret de Pietro Garinei et Sandro Giovannini, avec Aldo Fabrizi, Nino Manfredi (comme coadaptateur du livret — conjointement avec Edward Eager —)
- 1964 : Hamlet, pièce de William Shakespeare, mise en scène de John Gielgud, avec Richard Burton, Hume Cronyn, John Gielgud
- 1966 : Those that play the Clowns, pièce de Michael Stewart, avec Eduard Franz, Joan Greenwood, Edgar Stehli
- 1967 : Song of the Grasshopper, pièce d'Alfonso Paso
- 1973-1974 : Gigi, comédie musicale, musique de Frederick Loewe, lyrics et livret d'Alan Jay Lerner, d'après le film homonyme de 1958, avec Agnes Moorehead (Arlene Francis en remplacement)
- 1975 : The Skin of Our Teeth, pièce de Thornton Wilder, mise en scène de José Quintero, avec Elizabeth Ashley, Martha Scott

## Filmographie

### au cinéma
- 1946 : Tars and Spars d'Alfred E. Green
- 1964 : Hamlet de Bill Colleran et John Gielgud (pièce filmée à Broadway)
- 1983 : Un fauteuil pour deux (Trading Places) de John Landis

### à la télévision (sélection)
- 1956 : Les Aventures de Marco Polo (The Adventures of Marco Polo), téléfilm de Max Liebman
- 1957 : The Yeomen of the Guard de George Schaefer
- 1958 : Kiss Me, Kate, téléfilm de George Schaefer
- 1985 : Série Spenser (Spenser : For Hire), Saison 1, épisode 8 Autumn Thieves

## Récompense
- 8e cérémonie des Tony Awards 1954 : Tony Award du meilleur acteur dans une comédie musicale ("Tony Award for Best Performance by a Leading Actor in a Musical"), pour Kismet.